# Technikerschule Neumarkt i. d. OPf.
Die Staatliche Technikerschule Neumarkt i. d. OPf. in Neumarkt i. d. OPf. ist die einzige Staatliche Fachschule in Bayern mit den Schwerpunkten Bautechnik-Energiesparendes Bauen und Elektrotechnik/Informationstechnik-Smart Energy sowie ab September 2019 mit der neuen Fachrichtung Maschinenbautechnik-Smart Factory. Der zweijährige Vollzeitunterricht führt zum Staatlich geprüften Techniker in den Fachrichtungen Bautechnik, Elektrotechnik oder Maschinenbautechnik und bereitet auf eine verantwortungsvolle Tätigkeit in der mittleren Führungsebene vor. An der Schule werden keine Schulgebühren erhoben. Zum Bestreiten des Lebensunterhaltes kann während dieser Weiterbildung vom Amt für Ausbildungsförderung Aufstiegs-BAföG gewährt werden.

## Geschichte
Die Schule wurde zum Schuljahr 2012/13 in Neumarkt i.d.OPf. durch das Bayerische Staatsministerium für Bildung und Kultus, Wissenschaft und Kunst genehmigt und hat am Staatl. Beruflichen Schulzentrum (BSZ) Neumarkt i.d.OPf. den Betrieb aufgenommen. Die Fachschule wurde im Schuljahr 2016/17 um den Bereich Elektrotechnik/Informationstechnik-Smart Energy erweitert. Mit dem Schuljahr 2019/20 startete der dritte Bereich der Fachschule mit Maschinenbautechnik-Smart Factory.

## Aufnahmekriterien
Nach der Fachschulordnung (FSO) ist eine Aufnahme nach § 5 FSO möglich, wenn:
- "... eine für die Ausbildungsrichtung einschlägige abgeschlossene Berufsausbildung in einem staatlich anerkannten Ausbildungsberuf mit einer Regelausbildungsdauer von mindestens zwei Jahren und eine spätere einschlägige berufliche Tätigkeit von mindestens einem Jahr oder
- eine für die Ausbildungsrichtung einschlägige berufliche Tätigkeit von mindestens sieben Jahren [vor liegt]."

## Besonderheiten
Die Schwerpunkte Bautechnik-Energiesparendes Bauen, Elektrotechnik/IT-Smart Energy und Maschinenbautechnik-Smart Factory verleihen der Staatlichen Technikerschule in Neumarkt Alleinstellungsmerkmale und sind einzigartig in Bayern und weit über die Landesgrenzen hinaus.
Absolventen der Fachrichtung Bautechnik können optional die Prüfung zum Energieeffizienz-Experten ablegen.

## Fachbereich Bautechnik - Energiesparendes Bauen
Für den Fachbereich Bautechnik-Energiesparendes Bauen können sich neben den gängigen Berufen der Bautechnik (z. B. Hoch- und Tiefbau, Maurer, Zimmerer) auch Absolventen von Berufen des Baunebengewerbes, wie Maler oder Bauschlosser, an der Technikerschule bewerben. Ziel der Ausbildung ist es, Fachkräfte mit einschlägiger Berufserfahrung zum staatlich geprüften Bautechniker mit dem Schwerpunkt Energiesparendes Bauen zu qualifizieren.
Nach Erarbeitung grundlegender Kenntnisse und Methoden erfolgt im zweiten Jahr die Vertiefung in einem modularen System von Wahlpflichtfächern und dem Profilfach „Energiesparendes Bauen“. Baupraktische Übungen,  Projektarbeiten, der anwendungsbezogene Einsatz von Branchensoftware und Fachexkursionen sollen eine praxisnahe Ausbildung gewährleisten.

## Fachbereich Elektro- und Informationstechnik - Smart Energy
Für den Schwerpunkt Elektrotechnik/IT-Smart Energy werden alle Elektroniker, IT-Berufe, Mechatroniker und Anlagenmechaniker zugelassen. Ziel der Ausbildung ist es, Fachkräfte mit Berufserfahrung zum staatlich geprüften Elektroniker zu qualifizieren.
Nachdem im ersten Ausbildungsabschnitt grundlegende Kenntnisse und Fertigkeiten der Elektro- und Informationstechnik vermittelt werden, erfolgt im zweiten Jahr die Vertiefung mit Wahlpflichtfächern und dem Profilfach Smart Energy. Handlungsszenarien aus den Bereichen Smart Grid, Smart Meter und Smart Home werden mit Entwicklungssystemen geplant, programmiert und implementiert. Grundlagen der betriebswirtschaftlichen Prozesse und der Kostenkalkulation werden ebenfalls vermittelt.

## Fachbereich Maschinenbautechnik – Smart Factory
Im Fachbereich Maschinenbautechnik-Smart Factory sind Berufe aus dem Metallbereich zulässig. Ziel der Ausbildung ist es, Fachkräfte mit Berufserfahrung zum staatlich geprüften Maschinenbautechniker – Smart Factory zu qualifizieren.
Im ersten Ausbildungsabschnitt werden grundlegende Kenntnisse und Fertigkeiten der Maschinenbautechnik vermittelt. Im zweiten Ausbildungsjahr erfolgt die Vertiefung insbesondere im Schwerpunkt Industrie 4.0 mit Wahlpflichtfächern und dem Profilfach Smart-Factory. Anwendungsszenarien aus den Bereichen der Industrie 4.0, dem Internet of Things, intelligente Netzwerke, der drahtlosen Kommunikation und der Robotertechnik werden mit modernen Entwicklungssystemen geplant, programmiert und implementiert. Grundlagen im Bereich der Konstruktion, der Maschinenelemente, der Werkstoffkunde und der Technischen Mechanik werden ebenso vertieft, wie die Grundlagen der Betriebswirtschaftslehre und der Kostenkalkulation.